# Postisch
Postisch är en form av löshår, främst avsedd för kvinnor, som fästs i håret för att ge ökad volym. Postischen fästs i regel ovanpå huvudet för att möjliggöra mer avancerade håruppsättningar eller för att dölja tunn hårväxt eller kala fläckar. En postisch är till skillnad från en peruk inte heltäckande och används ovanpå huvudet och inte i nacken till skillnad från en hårförlängning. En postisch kan ha likheter med en tupé, men en tupé används främst som beteckning på löshår för män avsedd att täcka håravfall. 